# Zelotes vikela
Espèce
Zelotes vikela est une espèce d'araignées aranéomorphes de la famille des Gnaphosidae.

## Distribution
Cette espèce est endémique du Sénégal.

## Publication originale
- FitzPatrick, 2007 : A taxonomic revision of the Afrotropical species of Zelotes (Arachnida: Araneae: Gnaphosidae). Bulletin of the British Arachnological Society, vol. 14, no 3, p. 97-172.